# Powszechny Bank Handlowy Gecobank
Powszechny Bank Handlowy Gecobank S.A. – bank komercyjny z siedzibą w Warszawie działający w latach 1990–1995.

## Historia
Założony w 1990 przez Fundację na rzecz Nauki Polskiej z kapitałem założycielskim w wysokości 10 mld zł, co stanowiło połowę wymaganego wówczas minimalnego kapitału. Decyzję zezwalającą na powstanie banku podpisał ówczesny wiceprezes Narodowego Banku Polskiego Andrzej Olechowski. W 1991 współzakładał Związek Banków Polskich.
Pierwszym prezesem był Andrzej Aranowski. W 1991 prezesem zarządu został Witold Koziński, który funkcję pełnił do 1992. Zastąpił go Andrzej Podsiadło, za którego prezesury portfel kredytowy banku w ponad 90% stanowiły kredyty nieregulowane terminowo. Bank rozpoczął działania w obszarze fuzji i przejęć innych banków w Polsce. W 1992 rozważał przejęcie Kredyt Banku S.A. W 1993 spółka przejęła Baltic Bank S.A. z siedzibą w Gdańsku. W 1994 bank podjął próbę przejęcia Banku Komercyjnego Leonard S.A., jednak z uwagi na brak zgody rady nadzorczej Gecobanku transakcja została anulowana. Podsiadło zrezygnował wówczas z pełnionej funkcji, a jego następcą został Jerzy Świątecki. Bank znalazł się w trudnej sytuacji finansowej i przynosił straty. 
W 1995 został przejęty przez Kredyt Bank S.A. W latach 1995–1998 toczyły się postępowania sądowe dot. unieważnienia uchwały rady nadzorczej dot. połączenia obu banków z powództwa akcjonariuszy mniejszościowych. W 1998 Sąd Wojewódzki w Warszawie ostatecznie oddalił powództwo.
Powstanie i działalność banku były badane przez komisję śledczą ds. banków i nadzoru bankowego.